# حميد شفيعي
حميدّ شفيعي (8 يوليو 1981 بأصفهان في إيران - ) هو لاعب كرة قدم إيراني في مركز الهجوم. شارك مع منتخب إيران تحت 23 سنة لكرة القدم ومنتخب إيران لكرة القدم. أما مع النوادي، فقد لعب مع نادي أبو مسلم خراسان ونادي استقلال طهران ونادي ذوب آهن أصفهان ونادي سباهان أصفهان.